# Кичучатово
Кичуча́тово (тат. Кичүчат) — село в Альметьевском районе Татарстана, административный центр Кичучатовского сельского поселения.

## История
Основано в I четверти XVIII века, служилым татарином Юлдашем Ишкаевым, выходцем из села Шырдан Свияжского уезда Казанской губернии (ныне Зеленодольского района Татарстана) Другой поток переселенцев шел из деревень Тавларово и Килкабызово Казанской даруги Уфимского уезда (ныне Буздякский и Бакалинский районы Башкортостана). По другой версии — башкирами племени юрми.
На момент проведения II ревизии (1746 г.) здесь насчитывалось 11 дворов, в которых были учтены 33 души мужского пола. Среди них были переселенцы из деревень Верхние Чепты, Тавлулар, Килки-Абызова Казанской дороги Уфимского уезда.
В материалах III ревизии (1762 г.) в деревне Кичучат были учтены 6 душ ясачных татар и 62 души тептярей, входивших в команду старшины Есупа Надырова. Во время IV ревизии (1782 г.), материалы которой сохранились не полностью, в Кичучатово были учтены 5 душ мужского пола ясачных татар и 76 — тептярей команды того же старшины Юсупа Надырова.
В «Списке населенных мест по сведениям 1859 года», изданном в 1864 году, населённый пункт упомянут как казённая и башкирская деревня Кичучатова 1-го стана Бугульминского уезда Самарской губернии. Располагалась при речке Кичуе, по левую сторону Казанского почтового тракта из Бугульмы в Чистое Поле, в 70 верстах от уездного города Бугульмы и в 20 верстах от становой квартиры в казённой и башкирской деревне Альметева (Альметь-муллина). В деревне в 70 дворах жили 846 человек (429 мужчин и 417 женщин). Была мечеть.
По переписи 1897 года в селении Кичучатова (Юлдашкино) Бугульминского уезда Самарской губернии проживали 1420 человек (659 мужчин, 761 женщина), в том числе 1405 мусульман.

## Население
| 1746 | 1762 | 1795 | 1834 | 1859 | 1889 | 1897 | 1908 | 1920 | 1926 | 1938 | 1949 | 1958 | 1970 | 1979 | 1989 | 2002 | 2010 | 2018 |
| ---- | ---- | ---- | ---- | ---- | ---- | ---- | ---- | ---- | ---- | ---- | ---- | ---- | ---- | ---- | ---- | ---- | ---- | ---- |
| 36   | 78   | 270  | 478  | 846  | 1373 | 1420 | 1650 | 1734 | 1132 | 1035 | 952  | 868  | 839  | 697  | 349  | 859  | 900  | 988  |

Национальный состав
Согласно результатам переписи 2002 года, в национальной структуре населения села татары составляли 95 % из 859 человек.

## Религия
Мечеть «Ризаэтдин Фахретдин» (1992 г.).